# ماسافومی ناکاگوچی
ماسافومی ناکاگوچی (ژاپنی: 中口 雅史؛ زادهٔ ۱۰ آوریل ۱۹۷۲) یک بازیکن فوتبال اهل ژاپن است.
ماسافومی ناکاگوچی در تیم‌هایی همچون باشگاه فوتبال ونریر هاچینوهه مربی‌گری کرده‌است.